# Chaubunagungamaugmeer
Chargoggagoggmanchauggagoggchaubunagungamaugg is een officieuze naam van het Chaubunagungamaugmeer (Lake Chaubunagungamaug) ten oosten van Webster, Worcester County, Massachusetts. De Nipmuck-indianen en andere stammen gaven het meer verscheidene vergelijkbare namen. Veel inwoners van Webster noemen het meer eenvoudigweg Webster Lake. De spellingwijze van de lange naam verschilt vaak, zelfs in officiële aanduidingen bij het meer. Het meer heeft een oppervlakte van 5,83 km².
De (lange) naam betekent ongeveer "Engelsen bij Manchaug bij de visplaats bij de grens". Manchaug was de naam van een van de stammen die aan de oevers van het meer woonden, dat voor de komst van de Engelsen als Chaubunagungamaugg bekendstond, ofwel "visplaats bij de grens". Het meer was ook een bekende visstek op de grens van de territoria van verschillende stammen, en werd om die reden ook wel als ontmoetingsplaats gebruikt.
Lawrence J. Daly, hoofdredacteur van de Webster Times, schreef in de jaren twintig een humoristisch artikel over het meer, en over discussies over de betekenis van de naam ervan. Hij poneerde de pseudo-vertaling "Jij vist aan jouw kant, ik vis aan mijn kant, niemand vist in het midden", wat zo algemeen werd aanvaard dat de echte vertaling veel minder bekend is.
"Chargoggagoggmanchauggagoggchaubunagungamaugg" is de langste geografische naam in de Verenigde Staten.

## Enkele andere zeer lange geografische namen
- Krung Thep... (Bangkok)
- Taumatawhakatangihangakoauauotamateapokaiwhenuakitanatahu
- Llanfairpwllgwyngyllgogerychwyrndrobwllllantysiliogogogoch

## Externe links

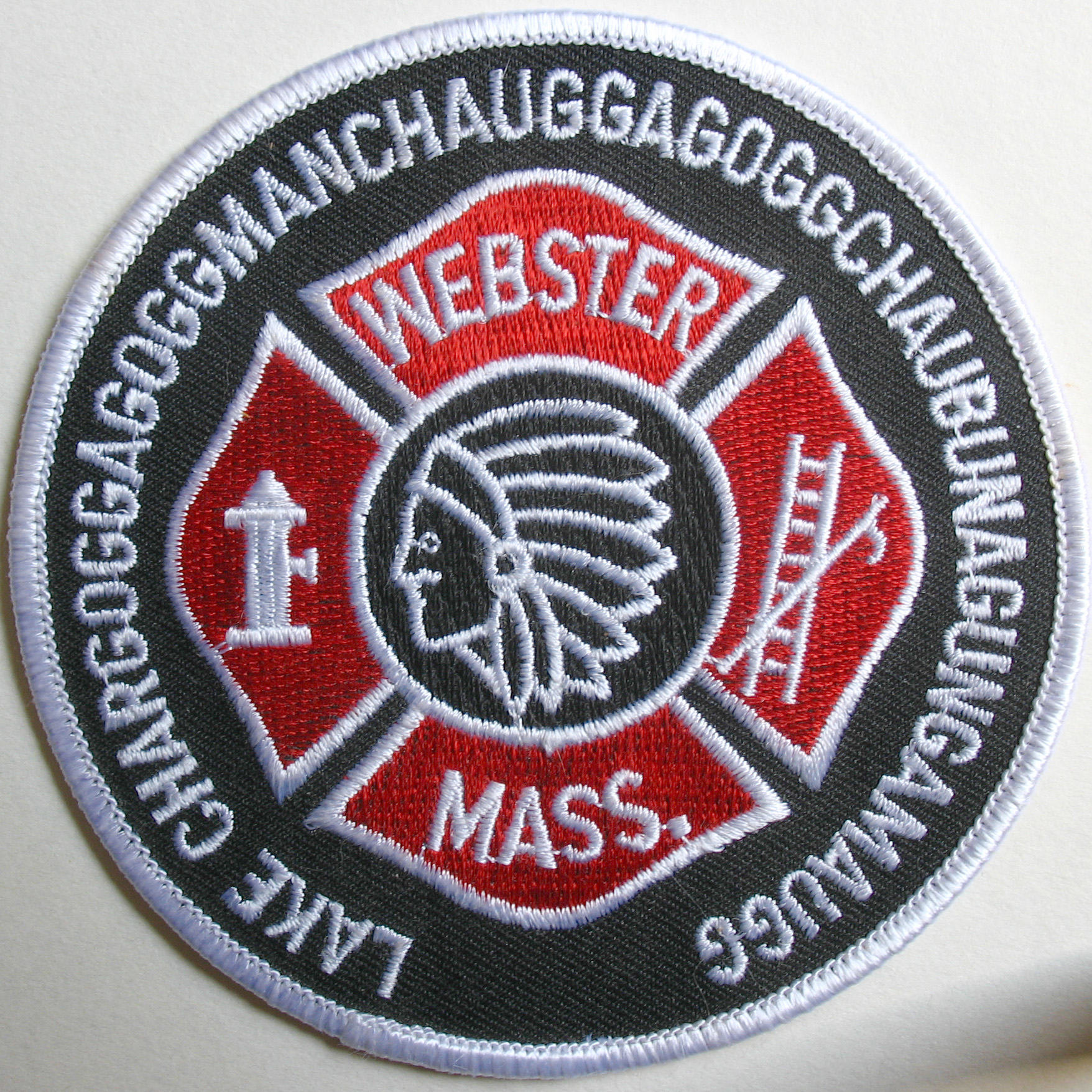
de langere naam van het meer gebruikt op een badge van de brandweer